# Bagpuss
 (novembre 2020).
Bagpuss est une série télévisée britannique d'Animation en volume pour la jeunesse en treize épisodes de quinze minutes créée par Peter Firmin et Oliver Postgate, et diffusée entre le 12 février et le 7 mai 1974 sur BBC2. 
Cette série est inédite dans tous les pays francophones.

## Synopsis
La petite Emily expose dans une vitrine de magasin des jouets trouvés, dont un chat en peluche nommé Bagpuss, en attente de retrouver les propriétaires. Une fois Emily hors de vue, les jouets s'animent et parlent...
La série mélange deux types d'animation : marionnettes (le chat, les souris) et le papier découpé.

## Épisodes
1. The Ship in a Bottle
2. The Owls of Athens
3. The Frog Princess
4. The Ballet Shoe
5. The Hamish
6. The Wise Man
7. The Elephant
8. The Mouse Mill
9. The Giant
10. Old Man's Beard
11. The Fiddle
12. Flying
13. Uncle Feedle
14. Ratio + Fatherless

## Commentaires
- La série a de très bonnes critiques, elle est la série la plus populaire de la BBC.
- Oliver Postgate, un des créateurs de la série, est décédé le 8 décembre 2008 à l’âge de 83 ans.

## Citations
En anglais :
« Bagpuss, dear Bagpuss

Old Fat Furry Catpuss

Wake up and look at this thing that I bring

Wake up, be bright, be golden and light

Bagpuss, oh hear what I sing »
« And when Bagpuss was asleep,

All his friends were asleep

The mice were ornaments on the mouse organ

Gabriel and Madeleine were just dolls

Professor Yaffle was just an old wooden bookend in the shape of a woodpecker

Even Bagpuss himself, once he was asleep, was just an old, saggy cloth cat

Baggy, and a bit loose at the seams,

But Emily loved him »